# Echoes of Silence (album)
Pour l’article homonyme, voir Echoes of Silence (film).
Albums de The Weeknd
Thursday
(2011) Trilogy
(2012)
Echoes of Silence est la troisième mixtape du chanteur canadien The Weeknd, sortie le 21 décembre 2011 sur son site officiel. Cette mixtape est la suite de House of Balloons et de Thursday qu'il réunit sur l'album Trilogy, un an plus tard. 
Le projet comprend également des collaborations pour la première fois avec les producteurs Clams Casino et DropXLife, ainsi qu'un interlude oralisé du rappeur américain Juicy J. Sur le plan lyrique, la mixtape contient des thèmes explorant sa consommation de drogues et ses expériences amoureuses. Le projet est précédé par la sortie du single promotionnel Initiation le 10 octobre 2011.
À l'occasion du dixième anniversaire de la sortie de la mixtape, les morceaux originaux sont publiés en même temps qu'une ligne de produits dérivés en édition limitée conçue par l'illustrateur Hajime Sorayama. Un clip pour la chanson-titre, réalisé par l'illustrateur susmentionné, est sorti le 21 décembre 2021.

## Liste des titres
Toutes les chansons sont produites par Illangelo
| No  | Titre                                        | Auteur                                                                | Producteur(s)              | Durée |
| --- | -------------------------------------------- | --------------------------------------------------------------------- | -------------------------- | ----- |
| 1.  | D.D.                                         | Michael Jackson                                                       |                            | 4:35  |
| 2.  | Montreal                                     | - Abel Tesfaye - Carlo Montagnese - France Gall                       |                            | 4:10  |
| 3.  | Outside                                      | - Tesfaye - Montagnese - Ahmad Balshe - Madeline Follin - Ryan Mattos |                            | 4:20  |
| 4.  | XO / The Host                                | - Tesfaye - Montagnese                                                |                            | 7:23  |
| 5.  | Initiation                                   | - Tesfaye - Martin Wong - Montagnese - Georgia Anne Muldrow           | - DropxLife - Illangelo    | 4:20  |
| 6.  | Same Old Song (featuring Juicy J)            | - Tesfaye - Montagnese                                                |                            | 5:12  |
| 7.  | The Fall                                     | - Tesfaye - Michael Volpe - Montagnese                                | - Clams Casino - Illangelo | 5:45  |
| 8.  | Next                                         | - Tesfaye - Montagnese - Wong                                         |                            | 6:00  |
| 9.  | Echoes of Silence                            | - Tesfaye - Montagnese                                                |                            | 4:02  |
| 10. | Till Dawn (Here Comes the Sun) (Titre bonus) | - Tesfaye - McKinney - Montagnese                                     |                            | 5:19  |